# Die verzauberte Prinzessin

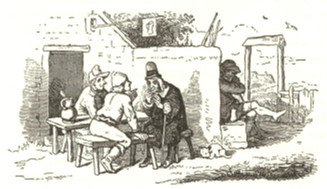
Holzschnitt, Ludwig Richter

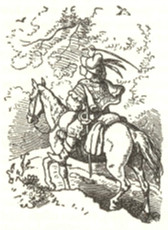
Holzschnitt, Ludwig Richter

Die verzauberte Prinzessin ist ein Märchen (AaTh 554). Es steht in Ludwig Bechsteins Deutsches Märchenbuch an Stelle 5 (1845 Nr. 6).

## Inhalt
Ein armer Handwerker hört in der Schenke von der verzauberten Prinzessin. Wer drei Aufgaben löst, bekommt sie und das Reich. Er schickt gleich seinen bösen Sohn Helmerich hin. Der lässt sein Pferd unterwegs einen Ameisenhaufen zertreten, tötet Enten und zerstört einen Bienenstock. Eine alte Frau trägt ihm auf, ein Fass Leinsamen aus der Wiese zusammen zu lesen, zwölf Goldschlüssel aus dem Teich zu holen, doch er versucht es gar nicht. Zuletzt soll er aus drei verschleierten Gestalten die Prinzessin wählen. Er wählt falsch, es ist ein Drache, der ihn aus dem Fenster wirft. Nach einem Jahr geht auch sein guter Bruder Hans, den man für dumm hält. Er hilft den Tieren. Die Ameisen lesen dann für ihn die Samen, die Enten holen die Schlüssel aus dem Teich, die Bienen zeigen ihm die Prinzessin. Sie wird erlöst.

## Herkunft und Bearbeitung

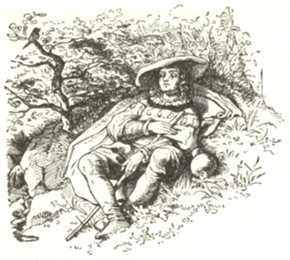
Holzschnitt, Ludwig Richter

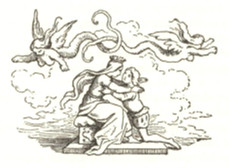
Holzschnitt, Ludwig Richter

Bechstein gab 1845 mündliche Überlieferung an und verglich Grimms Die weiße Schlange. In Mythe, Sage, Märe und Fabel im Leben und Bewußtsein des deutschen Volkes bemerkte er 1855, das Märchen sei „aus zweiter Hand“. Laut Hans-Jörg Uther ist die Vorlage unklar, vielleicht Wilhelmine Mylius, der Text 1853 umgeschrieben mit am Schluss (zur Hilfe der Bienen) Anleihen aus Grimms Die Bienenkönigin. Bechstein kürzte Schilderungen, etwa vom Naturerleben der Brüder unterwegs, machte aber auch Einfügungen: Der Vater will vergeblich Schulden eintreiben und bleibt traurig vor der Schenke sitzen, hört aber doch das Gespräch mit, ähnlich Bechsteins Der beherzte Flötenspieler oder Die drei Musikanten. Die alte Frau sagt „Eile mit Weile“, vgl. Grimms Der Nagel. Dummlingsmärchen vom unterschätzten, jüngsten Hans sind bei Grimm häufig, bei Bechstein Hirsedieb, Schwan, kleb an, Schneider Hänschen und die wissenden Tiere, Der gastliche Kalbskopf. Vgl. Wolfs Die Mandelkörbchen.

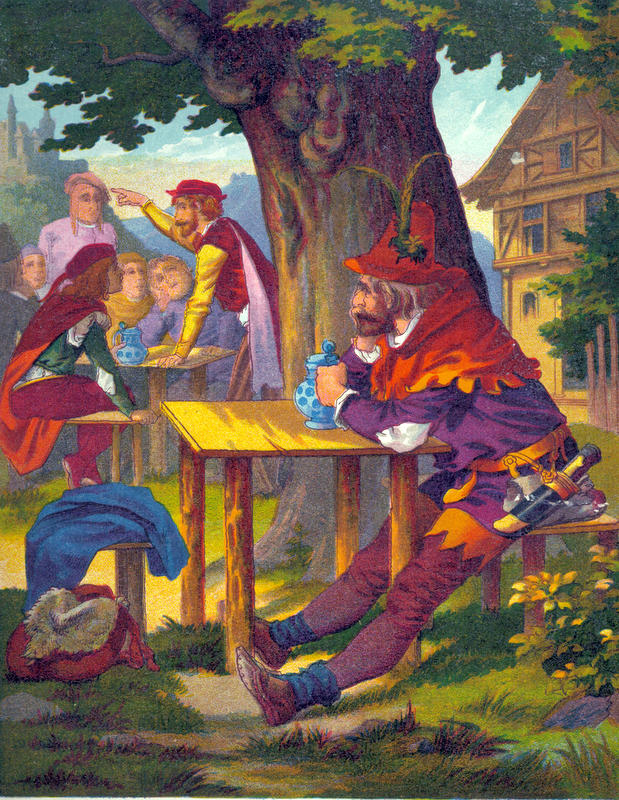
Illustration, 1883

Wie Bechstein des Vaters Stimmung nach dem Kneipengespräch schildert, kritisiert Ernst Heinrich Meier als Beispiel für Bechsteins „Zwittergattung“ aus Volks- und Kunstpoesie: „Form und Inhalt widersprechen sich hier, indem die Einfachheit und Wahrheit, die Kindlichkeit und Unschuld einer echt epischen Erzählung unter solch falschem Schmucke zur Karikatur verzerrt wird und nothwendig verloren gehen muß.“ Bechstein sah sich weniger als Forscher denn als Darsteller: „Ein wichtiger Umstand bei der Behandlung von mythischen und Sagenstoffen ist die dichterische Ausschmückung. Daß diese dem Dichter zusteht, daß sie ihm nicht verwehrt oder zum Vorwurf gemacht werden kann und darf, ist unbestreitbar.“ Sein Ziel war ein Volksbuch, und die Märchen erfreuten sich über Jahrzehnte großer Beliebtheit.